# Каминак
Езерото Каминак (на английски: Kaminak Lake) е 14-ото по големина езеро в канадската територия Нунавут. Площта му, заедно с островите в него е 600 км2, която му отрежда 71-во място сред езерата на Канада. Площта само на водното огледало без островите е 554 км2. Надморската височина на водата е 53 м.
Езерото се намира в югозападната част на канадската територия Нунавут, на 90 км югоизточно от езерото Яткайед и на 92 км северозападно от Хъдсъновия залив. Дължината му от североизток на югозапад е 64 км, а ширината му варира от 2 до 35 км.
Каминак има изключително силно разчленена брегова линия, с безбройни заливи, полуострови, протоци и острови с площ от 46 км2.
През езерото протича река Фергюсън, вливаща се в Хъдсъновия залив.
Езерото Каминак е открито, изследвано и за първи път картографирано през 1894 г. от канадския геолог и картограф Джоузеф Тирел.